# ديسرا بيركايا
ديسرا بيركايا (بالإندونيسية: Desra Percaya) دبلوماسي إندونيسي، يشغل حاليًا منصب المدير العام لآسيا والمحيط الهادئ وإفريقيا بوزارة الخارجية الإندونيسية.

## المسار مهني

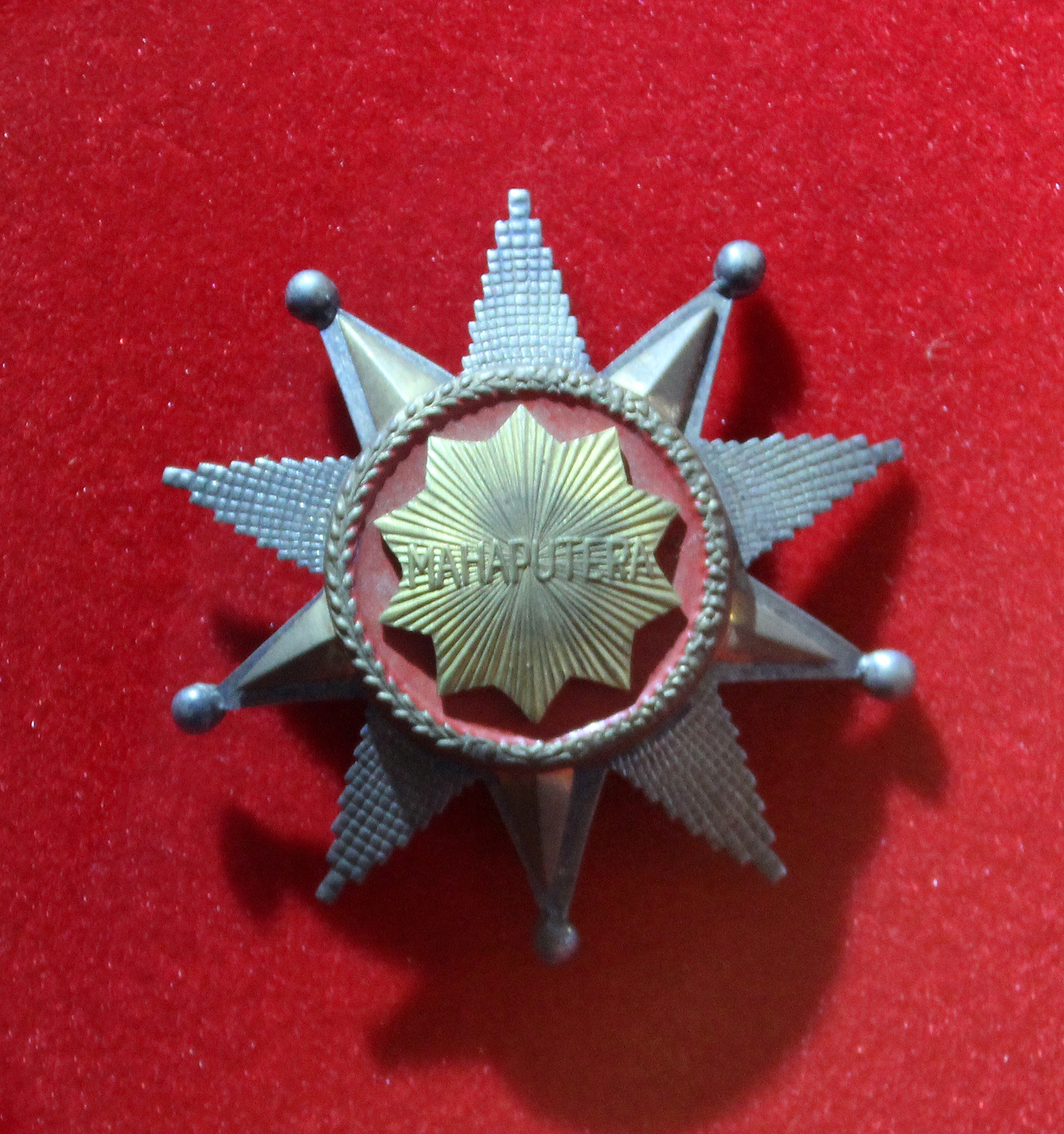
بينتانغ مهابوتيرا، إحدى الجوائز والأوسمة من جمهورية إندونيسيا

تم تعيين ديسرا بيركايا سفير وممثل دائمة لجمهورية إندونيسيا لدى الأمم المتحدة في نيويورك في فبراير 2012. وقد تم انتخابه رئيسًا للجنة الأولى للأمم المتحدة لنزع السلاح والأمن الدولي في 4 سبتمبر 2013. شغل بيركايا أيضًا منصب نائب رئيس المجلس الاقتصادي والاجتماعي، والميسر المشارك في الهيئات المنشأة بموجب معاهدات حقوق الإنسان، ورئيس مجموعة عمل حركة عدم الانحياز حول نزع السلاح، ونائب رئيس لجنة الأمم المتحدة لحقوق الفلسطينيين غير القابلة للتصرف. ونائب رئيس لجنة الأمم المتحدة المعنية بإنهاء الاستعمار.
كان بيركايا في السابق نائب الممثل الدائم لإندونيسيا لدى الأمم المتحدة في جنيف سويسرا. قبل ذلك كان مدير الأمن الدولي ونزع السلاح في مديرية الشؤون المتعددة الأطراف في جاكرتا بين عامي 2007 و2009. التحق أولاً بوزارة الخارجية الإندونيسية في عام 1986.
حصل بيركايا على درجة البكالوريوس من كلية العلوم الاجتماعية والسياسية بجامعة أيرلانجا في سورابايا في إندونيسيا. حصل على درجة الماجستير في الدراسات الدولية والدبلوماسية في عام 1995 من جامعة برمنغهام. أكمل درجة الدكتوراه في جامعة دورهام. حصل على درجة الدكتوراه الفخرية من جامعة برمنغهام في عام 2014. ولد بيركايا في مالانغ في 20 أبريل 1961 من أبوين سودانيين. متزوج ولديه طفلان وهما: استيا بريما بيركايا ومحمد دوي أديتيا بيركايا.